# Betsileo
I Betsileo sono un gruppo etnico diffuso nella parte meridionale degli altopiani centrali del Madagascar. Gli appartenenti a questa etnia sono circa 1.740.000 e rappresentano il 12% della popolazione malgascia. Il nome Betsileo significa "i molti invincibili".

## Diffusione
I Betsileo si trovano nella parte meridionale dell'altopiano malgascio, principalmente nella provincia di Fianarantsoa. Il loro territorio tradizionale si può considerare delimitato a nord dal fiume Mania, a sud dal massiccio di Andringitra, a ovest dalla catena montuosa di Bongolava e a est dalla Foresta Orientale, occupata dalla tribù Tanala.

## Storia e cultura

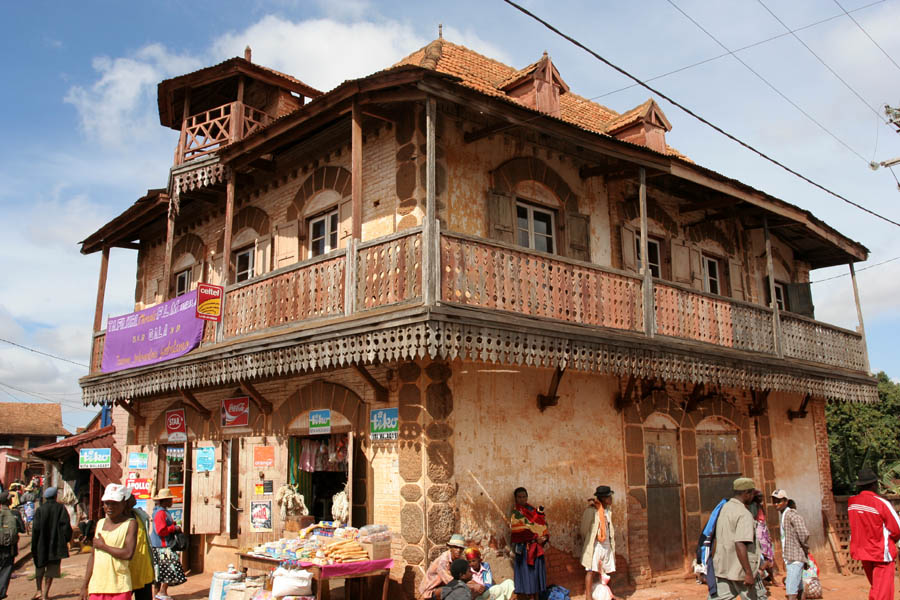
Architettura betsileo
Ambalavao

A differenza di altre popolazioni malgasce, i Betsileo sono un popolo di origine abbastanza nettamente africana. Sono agricoltori, e coltivano soprattutto manioca, patate dolci, riso e taro. Inoltre, allevano zebù.
Tradizionalmente, i Betsileo vivevano in capanne costruite con fibre vegetali, e le abitazioni in legno erano riservate ai nobili. Oggi le loro case sono principalmente di fango e mattoni. Sono eccellenti intagliatori e sono celebri per le grandi sculture in legno.